# Индийская гробница (фильм, 1921)
«Индийская гробница» (нем. Das indische Grabmal) — немецкий немой чёрно-белый приключенческий художественный фильм 1921 года режиссёра Джоэ Мая. Первая экранизация одноимённого романа Теа Габриэлы фон Харбоу.
Фильм состоит из двух частей:
1. «Индийская гробница: Миссия Йога» (нем. Das indische Grabmal erster Teil — Die Sendung des Yoghi) и
2. «Индийская гробница: Тигр Бенгалии» (нем. Das indische Grabmal zweiter Teil — Der Tiger von Eschnapur).

## Сюжет

Кадр из фильма «Индийская гробница» (1921)

Действия в картине происходят в загадочной и мистической Индии, стране со своими нравами и обычаями. Принцесса Савитри влюблена в британского офицера МакАллана, друга своего супруга. После того, как принц Айян уличил свою жену в измене, его сердце разбито, он решает отомстить обоим и придумывает изощрённый план, в который оказывается замешан и известный архитектор Роуланд из Англии со своей возлюбленной. Принц решает похоронить Савитри заживо в гробнице, а МакАллана застрелить на охоте. При помощи своего подданного Йоги Рамигани и его магических способностей принц привозит в Бенгалию английского архитектора для постройки красивейшей гробницы для своей жены. Но архитектор, узнав, зачем нужна эта гробница, отказывается и пытается бежать. Его невеста отправляется вслед за женихом. Приключения и испытания для них только начинаются…

## В ролях
- Олаф Фёнс — Герберт Роуланд, архитектор
- Миа Мэй — Ирен Амундсен, спутница Роуланда
- Конрад Фейдт — Айян III, магараджа Бенгалии
- Эрна Морена — принцесса Савитри
- Бернхард Гёцке — Рамигани, йог-мистик
- Лиа де Путти — Мириджа
- Пауль Рихтер — МакАллан, британский офицер
- Макс Адальберт

После фильма 1921 года в Германии было снято два ремейка: «Индийская гробница» в 1938 году и одноимённый фильм в 1959 году.